# Dimityr Tonczew
Dimityr Stojanow Tonczew (bułg. Димитър Стоянов Тончев; ur. 7 listopada 1859 w Kałoferze, zm. 20 lutego 1937 w Sofii) – bułgarski prawnik i polityk, działacz Partii Liberalnej (1891–1904), następnie założyciel i przewodniczący Partii Młodo-Liberalnej (1904-1920), deputowany do Zwyczajnego Zgromadzenia Narodowego 4. (1884–1886), 5. (1887–1889), 6. (1890–1892), 8. (1894–1896), 10. (1899–1900), 12. (1902–1903), 15. (1911–1913), 16. (1913) i 17. kadencji (1914–1919) oraz Wielkiego Zgromadzenia Narodowego 3. kadencji (1886–1887), Przewodniczący Zgromadzenia Narodowego 5. kadencji (do 1888) oraz Wielkiego Zgromadzenia Narodowego 3 kadencji (od czerwca 1887), minister sprawiedliwości (1886, 1888–1891), handlu i rolnictwa (1894), budynków publicznych, dróg i komunikacji (1899–1900), spraw zagranicznych i wyznań wiary (1900-1901) oraz finansów (1913–1918).
W 1880 ukończył szkołę realną w Mikołajowie, a w 1883 studia w Wydziale Prawnym Uniwersytetu Noworosyjskiego w Odessie. Po powrocie do Rumelii Wschodniej pracował w Płowdiwie jako sędzia, zaś od 1884 jako adwokat. Po zjednoczeniu Rumelii Wschodniej z Księstwem Bułgarii przemieścił się na stałe do Sofii. Od 1886 wydawał gazetę "Płowdiw". 
Swoją karierę polityczną związał z Partią Liberalną. W 1884 po raz pierwszy został deputowanym do Zgromadzenia Narodowego. W parlamencie zasiadał, z przerwami, do 1919. Dwukrotnie piastował urząd Przewodniczącego Zgromadzenia Narodowego, zaś w Zgromadzeniu Narodowym 4. kadencji był wiceprzewodniczącym.
Po zamachu stanu przeciwko księciu Aleksandrowi I Battenbergowi został jednym ze zwolenników premiera Stefana Stambołowa, nazwanych później Partią Narodowo-Liberalną. W rządzie Stambołowa Tonczew przez prawie trzy lata był ministrem sprawiedliwości. W 1891 opuścił gabinet i włączył się do opozycyjnej Partii Liberalnej Wasiła Radosławowa. W tym okresie napisał kilka prac z zakresu prawa cywilnego. Zwieńczeniem jego działalności naukowej było otrzymanie w 1900 tytułu członka rzeczywistego Bułgarskiego Towarzystwa Literackiego.
Wybory parlamentarne w 1899 przyniosły zwycięstwo partiom liberalnym i pozwoliły im sformować rząd, w którym Tonczew został najpierw ministrem budynków publicznych, dróg i komunikacji, a potem spraw zagranicznych i wyznań wiary. Rządy liberałów cechowały się wystąpieniem kilku wielkich afer gospodarczych, w efekcie których byli ministrowie trafili w 1903 przed sąd. Tonczew otrzymał wyrok ośmiu miesięcy pozbawienia wolności za nadużycie władzy, ale wkrótce wyszedł na wolność dzięki amnestii. Po opuszczeniu więzienia postanowił porzucić Partię Liberalną i założyć własną, którą nazwał Partią Młodo-Liberalną.
Przez dziesięć następnych lat Partia Młodo-Liberalna pozostawała w opozycji. Dopiero w 1913 liberałowie po raz kolejny zdobyli większość w parlamencie, dzięki czemu mogli sformować koalicję rządową. W jej składzie obok formacji Tonczewa znalazły się Partia Liberalna i Partia Narodowo-Liberalna. Na czele rządu stanął Wasił Radosławow, zaś Tonczewowi przypadł urząd ministra finansów. Gabinet sprawował władzę przez pięć lat i okres jego rządów zbiegł się z wybuchem I wojny światowej. Klęska Carstwa Bułgarii w konflikcie została przez opinię publiczną przypisana liberałom. 4 listopada 1919 Tonczew został aresztowany i skazany na karę dożywotniego pozbawienia wolności jako jeden z winnych wciągnięcia kraju w wojnę po stronie państw centralnych. W więzieniu przebywał do 1924, kiedy to po raz kolejny objęła go amnestia. 
Po wyjściu na wolność próbował włączyć się w szeregi Partii Nacjonalno-Liberalnej, którą utworzyli byli działacze nieistniejących już partii liberalnych wchodzących w skład koalicji rządowej z lat 1913-1918. Jego wysiłki nie przyniosły efektu, bowiem nowi liderzy ugrupowania uznali, iż nie ma w nim miejsca dla skompromitowanych na scenie politycznej kraju "starych" liberałów. Nie mogąc odzyskać dawnej pozycji Tonczew zrezygnował z działalności politycznej i zajął się pisaniem ośmiotomowego dzieła poświęconego prawu zobowiązań i umów. 

## Funkcje sprawowane przez Tonczewa w Radzie Ministrów
Dimityr Tonczew zajmował następujące stanowiska w rządach Księstwa Bułgarii i Carstwa Bułgarii(w porządku chronologicznym):
- w pierwszym rządzie Wasiła Radosławowa
  - minister sprawiedliwości (28 sierpnia 1886 – 7 września 1886)
- w rządzie Stefana Stambołowa
  - minister sprawiedliwości (24 grudnia 1888 – 2 października 1891)
- w drugim rządzie Konstantina Stoiłowa
  - minister handlu i rolnictwa (31 maja 1894 – 14 października 1894)
- w rządzie Dimityra Grekowa
  - minister budynków publicznych, dróg i komunikacji (30 stycznia 1899 - 13 października 1899)
- w pierwszym rządzie Todora Iwanczowa
  - minister budynków publicznych, dróg i komunikacji (13 października 1899 - 10 grudnia 1900)
- w drugim rządzie Todora Iwanczowa
  - minister spraw zagranicznych i wyznań wiary (10 grudnia 1900 - 22 stycznia 1901)
- w drugim rządzie Wasiła Radosławowa
  - minister finansów (17 lipca 1913 – 2 stycznia 1914)
- w trzecim rządzie Wasiła Radosławowa
  - minister finansów (5 stycznia 1914 - 21 czerwca 1918)

## Publikacje Tonczewa
- Коментар върху Закона за наследството (w tłum. Komentarz odnośnie Prawa Spadkowego; 1893)  (6 tomów)
- Закон за задълженията и договорите (w tłum. Prawo Zobowiązań i Umów; 1896)
- Противоконституционните закони (w tłum. Ustawy sprzeczne z konstytucją; 1921)
- Коментар върху Закона за задълженията и договорите (w tłum. Komentarz odnośnie Prawa Zobowiązań i Umów; 1927–1937) (8 tomów)